# Gens Pomponia
La gens Pomponia ou les Pomponii est le nom d’une famille romaine qui se prétendait issue de Pompo, un fils du roi Numa Pompilius.
Cette gens plébéienne apparaît pour la première fois dans l'histoire de la République romaine au IIIe siècle avec la branche des Pomponii Mathones. Pendant la période impériale, plusieurs branches de la famille ont fourni à plusieurs reprises des consuls.
Des gens de lettres ont fait partie de cette gens ; les plus connus sont l'ami de Cicéron, Titus Pomponius Atticus, et le géographe Pomponius Mela.

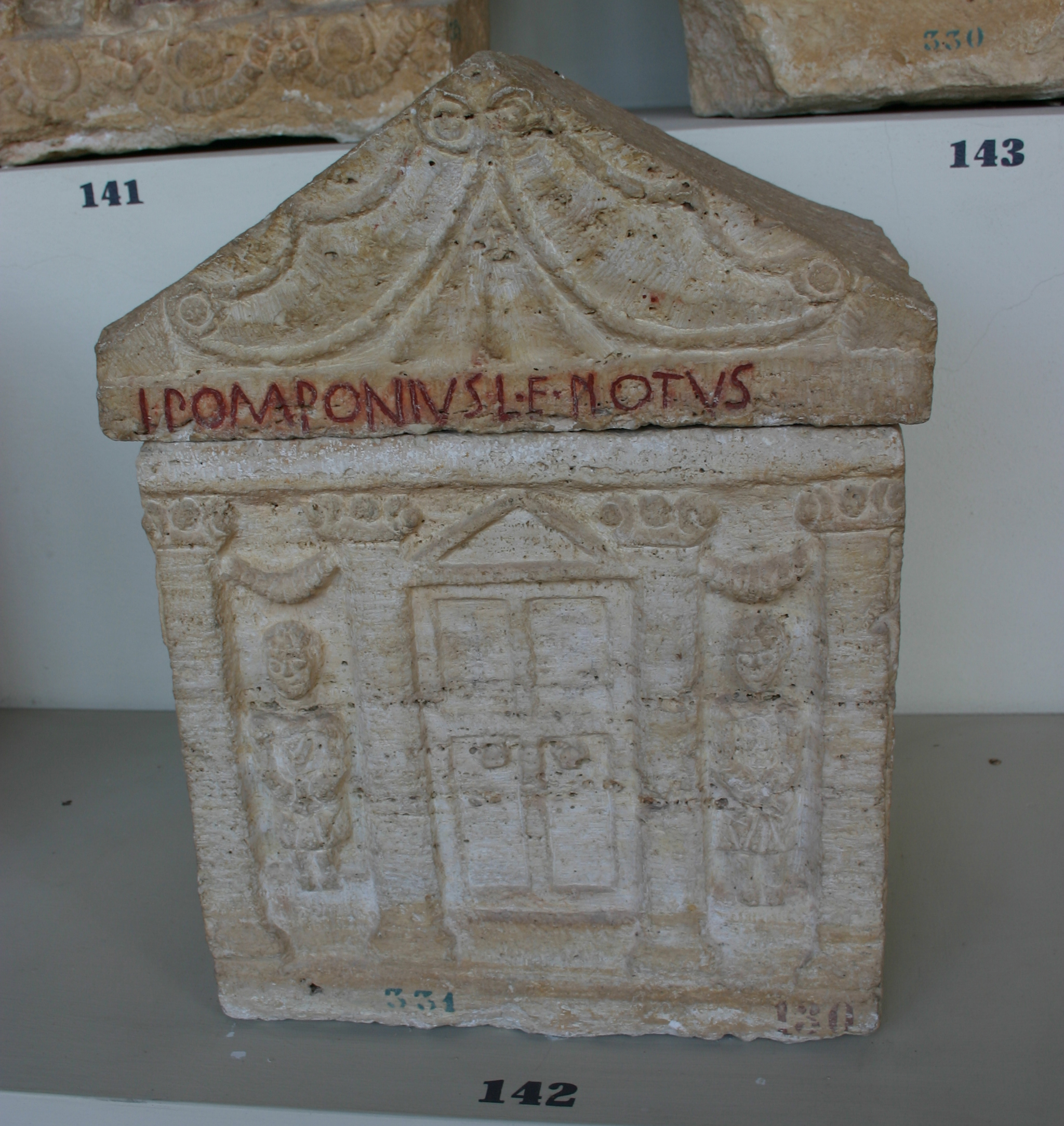
Urne cinéraire de Pomponius Notus, Pérouse, Musée archéologique national d'Ombrie

## Membres

### Sous la République

#### Pomponii Matho
- Manius (Pomponius Matho), (v.-320 - ?);
  - Manius (Pomponius Matho), (v.-295 - ?);
    - Manius Pomponius Matho, (v.-275 - -211), consul en -233;
    - Marcus Pomponius Matho, (v.-270 - -204), consul en -231;
      - Marcus Pomponius Matho, (v.-240 - ap.-202), édile plébéien en -207, préteur de Sicile en -204;

    - Pomponia, (v.-260 - v.-235), épouse de Publius Cornelius Scipio;

  - Marcus Pomponius Matho, (v.-290 - ?);
    - Marcus Pomponius (Matho), (v.-255 - -204), préteur peregrin, propréteur;
      - (Pomponius), (v.-230 - ?);
        - Marcus Pomponius, (v.-198 - ap.-161), tribun de la plèbe en -167, préteur urbain en -161.

#### Autres
- Titus Pomponius, (v.-135 - av.-88), chevalier romain;
  - Titus Pomponius Atticus, (-110 – 31/3/-32), écrivain et homme politique.
    - (Pomponia) Caecilia Attica, (-51 - ap.-28), épouse de Marcus Vipsanius Agrippa;

  - Pomponia, (v.-100 - ?), épouse de Quintus Tullius Cicero;

### Sous le Principat

#### Pomponii Bassuli
Les Pomponii Bassuli sont originaire de Aeclanum, ils sont inscrits dans la tribu Cornelia.
- Marcus (Pomponius), (v.-60 - ?);
  - Marcus (Pomponius), (v.-40 - ?);
    - Marcus (Pomponius), (v.-15 - ?);
      - Marcus (Pomponius), (v.10 - ?);
        - Marcus Pomponius Bassulus, (v.35 - ?), poète;
          - Marcus Pomponius Bassulus Longinianus, (v.60 - ?), chevalier romain;
          - (Pomponia Longina), (v.65 - ?), épouse de Eggius Ambibulus;

#### Pomponii Graecini
- Lucius Pomponius, (v.-50 - ?);
  - Caius Pomponius Graecinus, (v.-28 - 38), consul suffect en 16;
    - Pomponia Graecina, (v.10 - 83);
    - Caius Pomponius Graecinus, (v.10 - ?), decemvir;

  - Lucius Pomponius Flaccus, (v.-25 - 33), consul en 17.

#### Pomponii Secundi
- Publius Pomponius Secundus, (v.-25 - ?);
  - Quintus Pomponius Secundus, (v.1 - 42), consul suffect en 41;
    - Caius Pomponius Pius, (v.30 - ap.67), consul suffect en 65;
      - Caius Pomponius Pius, (v.65 - ap.98), consul suffect en 98;

  - Publius Pomponius Secundus, (v.5 - ap.54), consul suffect en 44, fils adoptif d'un Calvisius Sabinus;

#### Pomponii Rufi
Les Pomponii Rufi sont originaire d'Hispanie citérieure.
- Sextus Pomponius, (v.25 - ?);
  - Quintus Pomponius Rufus, (v.45 - ap.110), consul suffect en 95, proconsul d'Afrique;
  - Caius Pomponius Rufus, (v.50 - ap.112), consul suffect en 98, proconsul d'Afrique;
    - Caius Pomponius P(...)tus, (v.75 - ap.112);
    - Quintus Pomponius Rufus Marcellus, (v.80 - ap.136), consul suffect en 121, proconsul d'Afrique;
      - ? Quintus Pomponius Bassianus, (v.105 - ap.142), consul suffect en 142?;
      - ? Pomponia Bassilla;

#### Pomponii Bassi
Les Pomponii Bassi sont inscrit dans la tribu Horatia.
- Titus Pomponius Bassus, (v. 55 - ap. 101), consul suffect en 94, gouverneur de Cappadoce-Galatie entre 94/96 et 100.
  - Lucius Pomponius Bassus, (v. 80 - ap. 118), consul suffect en 118.
    - Caius Pomponius Camerinus, (v.105 - ap.138), consul en 138;
    - Lucius Pomponius Bassus Cascus Scribonianus, (v.105/10 - ap.143), consul suffect entre 138 et 143[b 1].
      - ? (Caius Pomponius Bassus), (v.130/40 - ?)
        - Gaius Pomponius Bassus Terentianus, (v.152 - ap.193), fils adoptif du précédent?, consul suffect vers 193.
          - ? Pomponius Bassus, (v.175 - 221), consul en 211;
            - ? Pomponius Bassus, (v.195 - ap.212/7), tribun militaire sous les ordres de son père en Moesie;
              - Pomponius Bassus, (v.225 - ap.271), consul en 259 et en 271, Préfet de Rome;

            - Pomponia Ummidia, (v.215 - ?), épouse de Flavius Antiochianus

          - ? Pomponia Paetina, épouse de Hedius Lollianus Terentius Gentianus;

#### Pomponii Materni
- Lucius Pomponius Maternus, (v.65 - ap.97), consul suffect en 97;
  - Quintus Pomponius Maternus, (v.95 - ap.128), consul suffect en 128;
    - (Pomponia), (v.120 - ap.170), épouse de Aulus Iunius Rufinus;

#### Pomponii Grati
Les Pomponii Grati sont inscrits dans la Tribu Lemonia.
- Lucius (Pomponius), (v.140/60 - ?);
  - Lucius Pomponius Gratus, (v.165/75 - ap.215/20), proconsul, préteur, édile[b 2];

#### Autres
- Pomponius Mela, géographe du Ier siècle.
- Sextus Pomponius, juriste du IIe siècle.
- Pomponius Porphyrio, grammairien, commentateur d'Horace, IIe siècle (ou IIIe siècle).
- Pomponius Victorianus, consul et Préfet de Rome en 282.
- Pomponius Ianuarianus, consul en 288.

## Source
- « Gens Pomponia », dans Pierre Larousse, Grand dictionnaire universel du XIXe siècle, Paris, Administration du grand dictionnaire universel, 15 vol., 1863-1890 [détail des éditions].